# Tanios El Khoury
Tanios El Khoury (* 4. Mai 1930 in Saghbine; † 20. September 2022) war ein libanesischer Geistlicher und maronitischer Bischof von Sidon.

## Leben
Tanios El Khoury empfing am 14. Juni 1958 die Priesterweihe für die Eparchie Sidon.
Papst Johannes Paul II. ernannte ihn am 8. Juni 1996 zum Bischof von Sidon. Der Maronitische Patriarch von Antiochien und des ganzen Orients, Nasrallah Boutros Kardinal Sfeir, spendete ihm am 5. Oktober desselben Jahres die Bischofsweihe; Mitkonsekratoren waren Boutros Gemayel, Erzbischof von Zypern, und Roland Aboujaoudé, Weihbischof in Antiochien.
Papst Benedikt XVI. nahm 2005 seinen altersbedingten Rücktritt an.